# لغة التظليل عالية المستوى

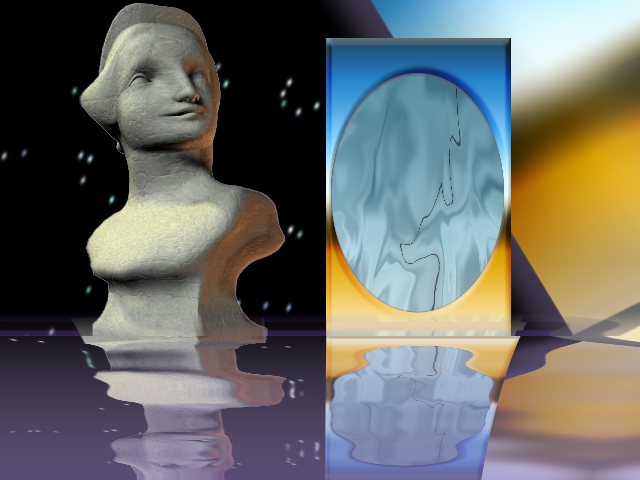

لغة التظليل عالية المستوى (بالإنجليزية: High Level Shading Language)‏ هي لغة محتكرة طورت بواسطة مايكروسوفت لتستخدم مع واجهة برمجة التطبيقات (API) لمايكروسوفت دايركت ثري دي وهي مماثلة للغة التظليل جي إل إس إل المستخدمة مع المكتبة الرسوميات المفتوحة. وهي مماثلة جدا الي لغة لغة التظليل عالية المستوى من إنفيديا.

## وصلات خارجية
- , مدخل إلى لغة التظليل عالية المستوى.